# Nicolaus av Verdun
Nicolaus av Verdun, född omkring 1140, död efter 1205, var en fransk-tysk metallkonstnär.
Nicolaus var en vandrande guldsmed och en av sin tids främsta emaljkonstnärer. Han har signerat ett altarverk i Klosterneuburg 1181 och ett Mariaskrin i katedralen i Tournai 1205. Nicolaus tillskrivs även flera figurer i ett stort skrin, Dreikönigenschrein i domskattkammaren i Köln. Hans konst kan stilistiskt inplaceras i övergången från romansk till gotisk stil.